# کیاوشان
کیاوشان (ترکی آذربایجانی: Kıavşan) یک منطقهٔ مسکونی در جمهوری آرتساخ است که در استان شاهومیان واقع شده‌است.